# Jiang Shufang
Jian Shufang, född 1867, död 1928, var en kinesisk skolledare. 
Hon tillhörde en förmögen familj och fick en traditionell uppfostran i hushållskunskaper innan hon 1886 gifte sig med Xu Xiaoshi. Maken försatte sig dock i skuld så snart han var klar med sin utbildning och vägrade sedan arbeta, vilket gjorde att hon i stället tvingades försörja honom, deras barn och hans föräldrar på sömnad. Hon sålde 1897 sina juveler och grundade flickskolan Lanling Girls School i Suzhou, där flickor då inte gick i skolan alls, och drev den sedan till 1920. Det var en pionjärskola som snart fick efterföljare. Jian Shufang var också känd som en motståndare till fotbindning, höll tal mot sedvänjan och lät 1898 binda upp sina egna fötter för att utgöra ett gott exempel.